# Ribes valdivianum
Ribes valdivianum là một loài thực vật có hoa trong họ Grossulariaceae. Loài này được Phil. miêu tả khoa học đầu tiên.